# Chopin's Waterloo
Chopin's Waterloo est une sculpture réalisée par Arman en 1962. Il s'agit d'un piano que l'artiste a détruit à la masse puis fixé sur un panneau de bois. Elle est conservée au musée national d'Art moderne, à Paris.

## Description
L'œuvre s'inscrit dans la série des Colères d'Arman qu'il a commencée en 1961, notamment en détruisant une contrebasse. Il s'agit de détruire des objets de manière plus ou moins prévue avant de les réassembler et les coller sur un panneau. Chopin's Waterloo est réalisé à l'occasion de l'exposition Musical Rage à la galerie Saqqarah de Gstaad de 1962 ; l'œuvre est donc le produit d'un happening. 
Arman revendique sa pratique de l'assemblage-collage de celle des cubistes. 